# Manel Mascó i Garcia
Manel Mascó i Garcia (Barcelona, 8 de juliol de 1936 - Barcelona, 5 de juliol de 2023) és un antic jugador d'hoquei sobre patins català de les dècades de 1950 i 1960.

## Trajectòria
Va viure una llarga trajectòria a força clubs catalans, jugant a FC Barcelona, CP Vic, CF Arrahona de Sabadell en tres etapes, RCD Espanyol, Mercantil CH d'Igualada, CP Calafell, Cerdanyola CH, CE Arenys de Munt i DC Mataró. Fou internacional amb Espanya entre 1959 i 1962 i amb Catalunya el 1962.
Va jugar als veterans del FC Barcelona del 1973 fins al 1977.

## Palmarès
CF Arrahona
- Campionat d'Espanya:
  - 1959

RCD Espanyol
- Campionat d'Espanya:
  - 1961, 1962
- Campionat de Catalunya:
  - 1961

Espanya
- Copa de les Nacions:
  - 1960